# Nanouk Films
Nanouk Films és una productora de cinema independent catalana, fundada l'any 2000 de la mà de Ventura Durall. Actualment Sergi Cameron i Salvador Sunyer codirigeixen la companyia junt amb el seu fundador.
El seu documental Dead Slow Ahead ha merescut diversos guardons com el Premi especial del jurat al Festival Internacional de Cinema de Locarno, Menció especial al Som Cinema i Millor documental als Premis Feroz.